# Reilly (Oise)
Reilly é uma comuna francesa na região administrativa de Altos da França, no departamento de Oise. Estende-se por uma área de 8.32 km². Em 2010 a comuna tinha 130 habitantes (densidade: 15,6 hab./km²).